# Памятник Адаму Мицкевичу (Краков)

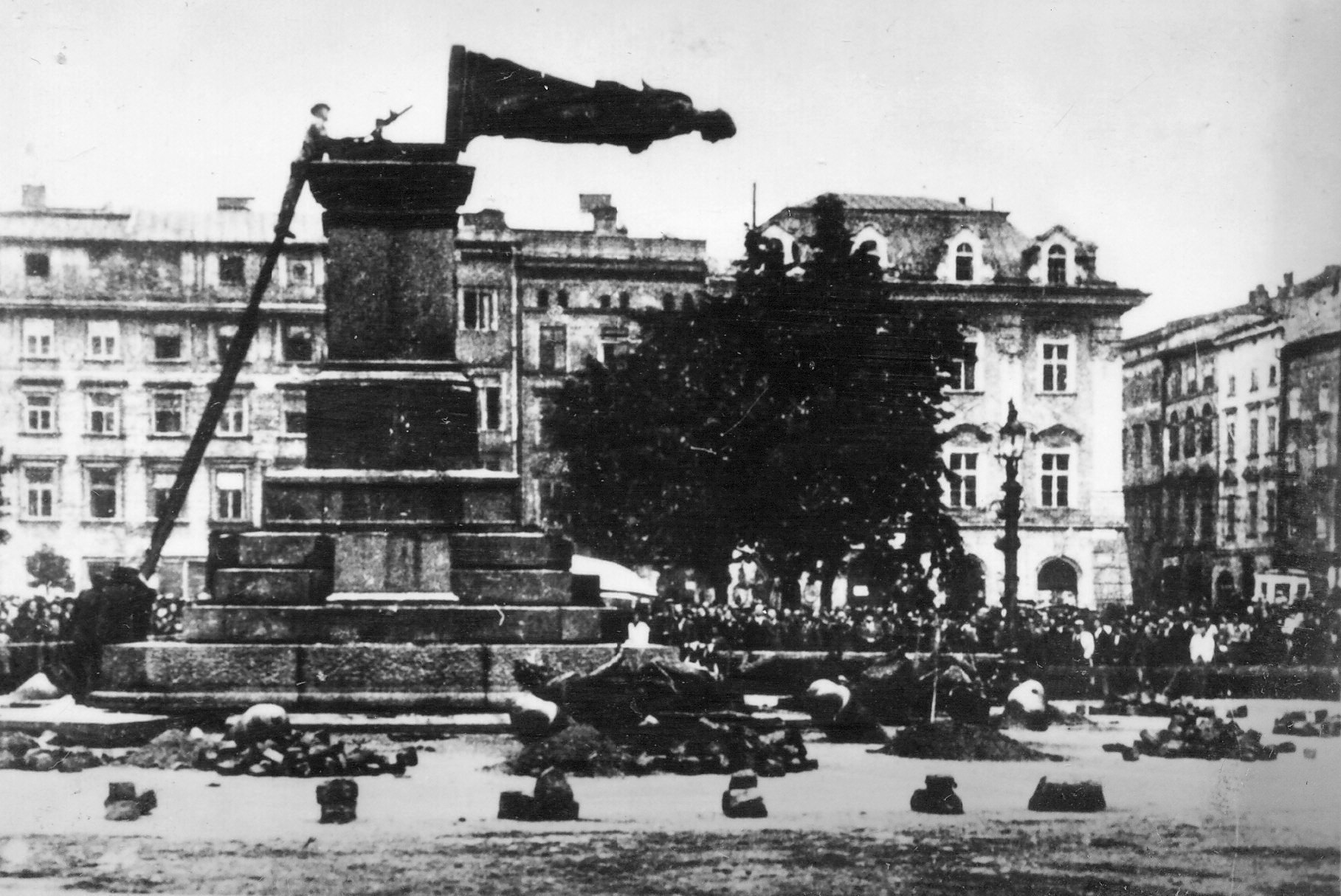
Уничтожение памятника 17 августа 1940 года

Памятник Адаму Мицкевичу (пол. Pomnik Adama Mickiewicza) — памятник, находящийся в Кракове (Польша) на Главном Рынке на углу улиц Суккенице и Сенной. Памятник посвящён польскому поэту Адаму Мицкевичу. Памятник является излюбленным местом встречи местных жителей и туристов и одним из наиболее узнаваемых символов Кракова.

## История
Памятник по проекту скульптора Теодора Ригера был установлен 16 июня 1898 года по случаю столетия со дня рождения Адама Мицкевича. Проект Теодора Ригера занял первое место во время конкурса, который проходил с 1880—1890 год. Стоимость памятника составила 164 тысяч злотых. Большая часть этой суммы была собрана путём публичных сборов. Памятник был отлит в Риме итальянской фирмой «Nelli».
17 августа 1940 года памятник был уничтожен германскими оккупационными властями. После войны памятник был собран из обломков, найденных в 1946 году на свалке возле города Гамбурга. Открытие восстановленного памятника состоялось 26 ноября 1955 года в столетнюю годовщину со дня смерти Адама Мицкевича.

## Описание
Статуя Адама Мицкевича, высотой 10 метров, располагается на постаменте, внизу которого находятся четыре аллегории, обозначающие родину, доблесть, науку и поэзию. На пьедестале размещена надпись на польском языке: «Adamowi Mickiewiczowi Naród» (Адаму Мицкевичу народ).

## Источник
- Jan Adamczewski, Mickiewicz w Rzymie aresztowany/ Ech, mój Krakowie, Wydawnictwo Literackie, Kraków, 1980, стр. 243—259.
- Pomnik Adama Mickiewicza/ Kronika Krakowa, opr. zespół pod kier. Mariana B. Michalika, Warszawa 1996, стр. 265.
- Pomnik Adama Mickiewicza/ Encyklopedia Krakowa, Wydawnictwo PWN, Warszawa-Kraków 2000, стр. 787.
- Jerzy Piekarczyk, Miejsce dla wieszcza/ Zemsta Stańczyka czyli krakowskie spory, KAW, Kraków 1990, стр.102-124.